# Театр имени Янки Купалы

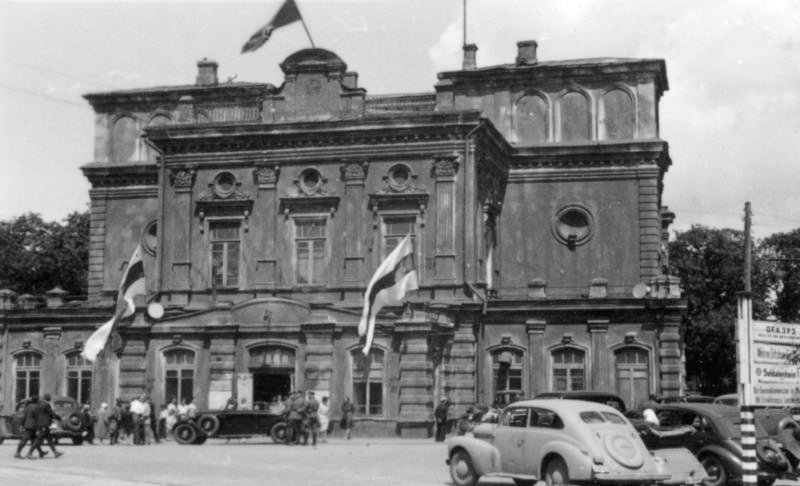
Национальный академический театр имени Янки Купалы во время оккупации Белоруссии, июнь 1943. Фотография Бундесархива

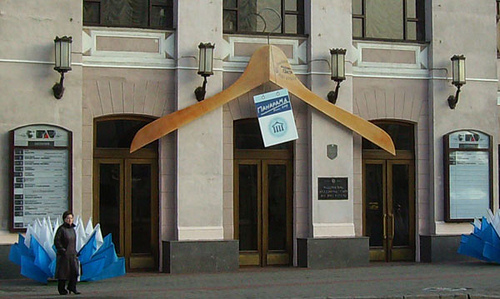
Фасад театра, украшенный огромной вешалкой, во время проведения Международного фестиваля театрального искусства «Панорама» в 2009 году

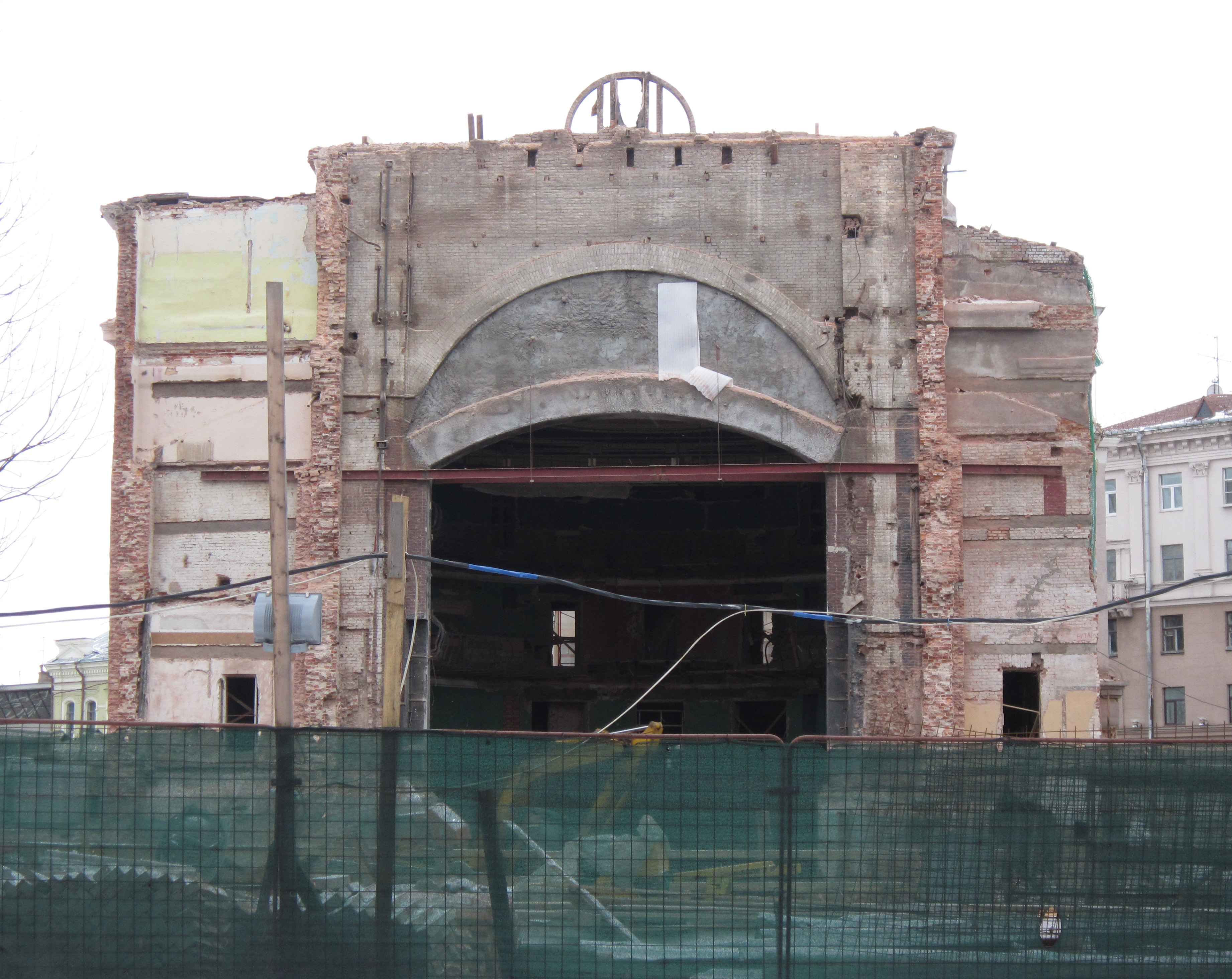
Реконструкция театра в 2012 году. Вид сзади

Национальный академический театр имени Янки Купалы (бел. Нацыянальны акадэмічны тэатр імя Янкі Купалы) (Минск, Белоруссия) — старейший театр Беларуси. Основан в 1890 году как Минский городской театр, в 1920 году на его базе создан Белорусский государственный театр.

## История
После пожара 1887 года, который уничтожил бывший городской театр Минска, минский губернатор Никола́й Никола́евич Трубецкой выступил на заседании городской думы с инициативой о проекте нового здания театра.
Здание театра было построено в 1890 году по проекту архитекторов Константина Введенского и Короля Козловского. Главный фасад театра выходит на площадь, образованную пересечением улицы Карла Маркса (Подгорная) и улицы Энгельса (Петропавловская).
В 1917 году в здании Минского городского театра проходил Второй съезд армий Западного фронта. В том же году в здании прошёл Первый Всебелорусский съезд, в феврале 1919 года — Первый Всебелорусский съезд, в июне 1944 года — Второй Всебелорусский съезд.
14 сентября 1920 года состоялось открытие в Минске Белорусского государственного театра. Белорусский государственный театр стал преемником Первого общества белорусской драмы и комедии.
Коллектив вновь созданного Белорусского государственного театра сложился из актеров Общества, возглавил его тот же художественный руководитель — Флориан Жданович (1884—1937). В своем творчестве Ф. Жданович много внимания уделял постановкам белорусских пьес. Подавляющая часть репертуара в сезоне 1920/1921 состояла из спектаклей, поставленных уже Первым обществом белорусской драмы и комедии. Это спектакли «Паўлінка» и «Раскіданае гняздо» Я. Купалы, «Антось Лата» Я. Коласа, «Сягодняшнія і даўнейшыя» К. Буйло, «Модны шляхцюк» К. Каганца, «Апошняе спатканне» В. Голубка и др. Как режиссер Ф. Жданович опирался на традиции белорусского народного театра, широко вводил в структуру сценических произведений музыку, песни и танцы. Однако театр работал в очень сложных условиях имея доступ к сцене только два дня в неделю. Часто приходилось выступать в минских клубах и на местах производства, а после ездить на гастроли — сначала в окрестные деревни и городки, а потом в такие города как Витебск, Полоцк, Бобруйск и Орша.
За период с 1920 по 1922 г. художественное руководство Белорусским государственным театром осуществляли: Флориан Павлович Жданович (1920—1921), Евстигней Афиногенович Мирович (1921—1925), а обязанности директора исполняли Алесь (Александр Францевич) Лежневич (1921—1922), М. Гурский (1922—1926).
В сезоне 1920/1921 было поставлено 11 спектаклей (7 белорусских пьес, 3 польских, 1 русская); в сезоне 1921/1922 — 17 (11 белорусских, 3 украинских, 2 польских, 1 английская); а в 1922/1923 — 10 (6 белорусских, 1 польская, 2 французских, 1 русская).
Однако многим актёрам не хватало профессиональной подготовки, не было положенных средств на декорации и костюмы, не все участники коллектива хорошо владели белорусским языком.
Летом — осенью 1921 г. Наркомпрос БССР начал осуществление программы создания белорусского национального театра и Белорусский государственный театр был передан в подчинение Академического центра Наркомпроса и получил звание «академический». Это помогло поддерживать театр за счет государства, а его работникам — возможность получать льготные пайки и оплату.
В том же 1921 году коллектив возглавил новый художественный руководитель Евстигней Мирович (1878—1952). В сфере репертуара Е. Мирович делал ставку на белорусскую драматургию. Под его руководством театр на практике воплощал идею национального культурного возрождения, очень популярную в начале 1920-х годов. Значительным событием в деятельности БГТ стали спектакли «На Купалле» М. Чарота и «Вяселле» В. Горбацевича, поставленные Е. Мировичем в 1921 г. Они уверенно засвидетельствовали, что в коллектив пришел талантливый способный руководитель и режиссер с оригинальным творческим стилем, тонким вкусом, хорошим знанием народных традиций белорусского народа, жизни его глубинки.
За 10 лет работы в театре Евстигней Мирович воплотил около 40 спектаклей, воспитал целое актерское поколение. Творческий успех и славу у широкого зрителя принесли его первые постановки «На Купалле» М. Чарота, «Машэка», «Кастусь Каліноўскі», «Каваль-ваявода» Е. Мировича. На волне белорусского возрождения одухотворенность и романтическая приподнятость этих спектаклей надежно возвели их в ранг белорусской театральной классики 1920-х годов.
Евстигней Мирович, приняв театральную эстафету от Ф. Ждановича, сформировал сильный театральный коллектив, создал белорусскую театральную школу. Мирович поднял сценическое искусство на такую высоту, которой не достигали белорусские театральные коллективы ни раньше, ни на то время, когда они работали рядом с ним. Одной из основных причин этого неповторимого феномена было то, что молодые актеры с энтузиазмом воспринимали и успешно овладевали школой Евстигнея Мировича.
Президиум ЦИК БССР 24 марта 1922 г. утвердил мероприятия по укреплению академического театра, высказался за его государственное обеспечение. В постановлении были намечены меры по развитию театрального искусства.
До 1922 г. в состав Белорусского государственного театра входили белорусская, русская и еврейская труппы. С марта 1922 г. Государственный театр был закреплен за белорусской труппой, ядро которой составляли участники Первого общества белорусской драмы и комедии.
Основу молодого театра в 20-30-х годах XX в. составили актеры: Флориан Жданович, Антук Криница, Константин Санников, Павлина Медёлка, Всеволод Фальский, Владимир Крылович, Генрих Григонис, Владимир Владомирский, Борис Платонов, Ирина Жданович, Стефания Станюта, Екатерина Миронова, Николай Мицкевич, Ромуальд Жаковский, Вера Полло, Ольга Галина, Лидия Ржецкая, Глеб Глебов, Леонид Рахленко, Степан Бирилло, Здислав Стомма, Иван Шатилло, Алексей Барановский, Галина Макарова, Владимир Дедюшко, Зинаида Броварская. Этому легендарному поколению было суждено стать первыми «звездами» отечественной сцены, основателями национальной актерской школы.
Вот такими были первые шаги Белорусского государственного театра, основанного на качественной отечественной драматургии.
В годы войны театр был эвакуирован в Томск. Там артисты находились вплоть до Победы советского народа над фашистскими захватчиками.
Именно в Томске в 1944 году режиссер Лев Литвинов поставил знаменитую «Паўлінку» — спектакль, который стал визитной карточкой театра и который до сих пор открывает каждый новый сезон. Первой Павлинкой Купаловского стала Раиса Кошельникова. Роль 17‑летней девушки она исполнила, когда ей самой уже шел пятый десяток.
В 1944 году театру присвоено имя выдающегося белорусского поэта Янки Купалы, а в 1955 году театр был удостоен звания академического.
Настоящий подъем театр переживает в 60-е годы двадцатого века. Эти годы открывают новый этап в его творческой судьбе — современный. Постановки В. Раевского, Б. Луценко вносят в театр дух новизны и свободы. Под руководством 
Валерия Раевского — в 1973 году он становится главным режиссером — театр имени Янки Купалы становится более раскрепощенным в плане свободного выражения чувств и мыслей на сценической площадке. Раевский сумел найти ту золотую середину между раскрепощенностью, новаторством, экспериментом, с одной стороны, и классической традицией — с другой, которая сделала Купаловский театр по-настоящему уникальным.
В 1969 году произошло событие, которое произвело резонанс не только в театральной, но и в общественной жизни. Речь идет о спектакле «Что тот солдат, что этот», поставленный Раевским по пьесе Брехта. Конечно, в театре ставили и Шекспира, и Брехта, и других зарубежных драматургов, но совершенно особое место занимали — и занимают — спектакли по произведениям белорусских авторов: «Трибунал» А. Макаёнка, «Врата бессмертия» К. Крапивы, «Человек из легенды» Е. Шабана, «Последний шанс» В. Быкова, «Мудромер» Н. Матуковского и другие.
За большой вклад в развитие белорусской культуры, за высокие достижения в области искусства театр получил статус национального в 1993 году.
В 2011 году началась реконструкция театра. Перед строителями и реставраторами стояла сложнейшая задача: не только сохранить, а кое‑где и восстановить исторические интерьеры театра, но и превратить его в суперсовременную площадку.
Масштабная реконструкция здания театра, продолжавшаяся 2,5 года официально завершилась весной 2013 года. Ему был возвращён внешний вид 1890 года. Для зрителей театр распахнул свои двери 29 марта. Давали «Паўлiнку», которой купаловцы традиционно открывают каждый новый сезон.
В 2019 году Национальный академический театр имени Янки Купалы открывает сотый сезон. Самые громкие имена, обсуждаемые спектакли, желанные билеты. Сегодня, спустя годы, здесь по‑прежнему звучит белорусский язык.
12 августа 2020 года актёры и сотрудники Национального академического театра им. Янки Купалы записали коллективное видеообращение и потребовали прекратить применение силы против протестующих, несогласных с фальсифицированными итогами президентских выборов в Белоруссии 2020 года. 13 августа коллектив театра также выступил за пересчет голосов на президентских выборах в Белоруссии с участием независимых наблюдателей. 16 августа директор театра Павел Латушко и другие актеры Купаловского подписали открытое обращение к белорусам, и в частности к армии, призвав к немедленной отставке и возбуждению уголовных дел против тех, кто отдавал «преступные приказы» и «всех должностных лиц, виновных или причастных к этим преступлениям». 17 августа был уволен директор театра Павел Латушко. В этот же вечер бело-красно-белые флаги были вывешены над зданием театра. 18 августа актеры заявили министру культуры Юрию Бондарю, который приехал в театр, что увольняются. Утром 19 августа купаловцы не смогли попасть в свой театр, который оказался заблокирован под предлогом санитарного дня. 26 августа из театра были уволены 58 актеров и сотрудников, в том числе обладатели звания «Народный артист Беларуси» Зоя Белохвостик, Арнольд Помазан, заслуженные артисты Елена Сидорова, Юлия Шпилевская, Игорь Денисов, Наталья Кочеткова, Георгий Малявский, артисты Павел Харланчук, Роман Подоляко, Михаил Зуй, Дмитрий Есеневич, Валентина Гарцуева, Светлана Аникей, художественный руководитель Николай Пинигин и все режиссёры театра.
В марте 2021 года театр возобновил работу, обновлённая труппа представила спектакль «Паўлiнка».

## Руководство
Генеральный директор — Шестаков Александр Викторович.

## Актуальный репертуар и архивные спектакли

### Основная сцена
- 1944 год — «Павлинка»
- 2000 год — «Чёрная панна Несвижа»
- 2006 год — «Вечер»
- 2021 год — «История шоколадного дерева»
- 2021 год — «Женитьба»
- 2022 год — «Наш космос»
- 2022 год — «Последний аттракцион»
- 2022 год — «Горячее сердце»
- 2022 год — «Время жизни»
- 2023 год — «Сказка о мертвой царевне»
- 2023 год — «Ромео и Джульетта»
- 2023 год — «А зори здесь тихие»
- 2024 год — «Дядюшкин сон»

### Камерная сцена
- 2022 год — «DONNA SOLA»
- 2022 год — «Жутко громко и запредельно близко»
- 2023 год — «Двор моего детства»

### Каминный зал
- 2021 год — «Снился мне сон...»
- 2021 год — «Перекресток»
- 2022 год — «Музыка души»
- 2023 год — «Музыка души. Родное»

### Постановки прошлых лет
- Апельсиновое вино
- Арт
- Африка
- Баллада о любви
- Беларусь в фантастических рассказах
- Больше чем дождь
- Варшавская мелодия
- Вельтмайстр-аккордеон
- Две душы
- Дети Ванюшина
- Дикая охота короля Стаха
- Земля Эльзы
- Ивона, принцесса Бургундская
- Идиллия
- КИМ
- Любовь в стиле барокко
- Любовь как милитаризм
- Макбет
- Мать
- Маэстро
- Местечковое кабаре
- Люди на болоте
- Не мой
- Ночь на Коляды
- Ольга
- Остров Сахалин
- Откройте Контролеру!
- Пан Тадеуш
- Пинская шляхта
- Поминальная молитва
- Похищение Европы, или театр Урсулы Радзивилл
- Приключения Заранки и Янки
- Радио Прудок
- Ревизор
- С. В.
- Слуга двух господ
- Сны о Беларуси
- Сон в купальскую ночь
- Спички
- Старомодная комедия
- Толерантность
- Тополиная метель
- Тутэйшыя
- Чайка
- Чичиков
- Шабаны
- Школа налогоплательщиков
- Юбилей ювелира
- Ядвига

## Труппа театра
Народные артисты СССР и Беларуси
| - Станюта, Стефания Михайловна † - Макарова, Галина Климентьевна † - Гарбук, Геннадий Михайлович † - Подобед, Александр Станиславович - Захаревич, Мария Георгиевна - Белохвостик, Зоя Валентиновна - Зубкова, Зинаида Петровна | - Кириченко, Николай Михайлович † - Манаев, Виктор Сергеевич - Милованов, Августин Лазаревич † - Миронова, Тамара Васильевна - Овсянников, Геннадий Степанович - Орлова, Галина Александровна † - Помазан, Арнольд Кондратьевич † - Толкачёва, Галина Семеновна † |

Заслуженные артисты
| - Воронецкий, Фома Сильвестрович † - Ельяшевич, Алла Сергеевна - Зинкевич, Мария Мироновна † - Кочеткова, Наталья Григорьевна | - Кравченко, Сергей Всеволодович † - Малявский, Георгий Рафаилович † - Нефёдова, Ольга Валентиновна - Николаева-Опиок, Тамара Ивановна - Роговцов, Владимир Митрофанович | - Сидорова, Елена Юрьевна - Шпилевская, Юлия Александровна - Денисов, Игорь Леонидович |

## Награды
- Орден Трудового Красного Знамени (20 июня 1940 года) — за выдающиеся успехи в деле развития национального театрального искусства[14].
- Специальная премия Президента Республики Беларусь деятелям культуры и искусства (31 декабря 2016 года) — за значительный вклад в развитие белорусского театрального искусства, постановку спектаклей по произведениям белорусской драматургии[15].
- Почётная грамота Национального собрания Республики Беларусь (19 декабря 2005 года)  — за большой вклад в укрепление межгосударственных связей и заслуги в развитии и пропаганде национального театрального искусства[16].
- Почётная грамота Президиума Верховной Рады Автономной Республики Крым (6 июля 1999 года) — за значительный вклад в развитие дружественных  и  культурных связей между братскими народами, высокое профессиональное мастерство и в связи с проведением Дней культуры Республики Беларусь в Автономной Республике Крым[17].